# Rosivka, Cerneahiv
Rosivka (în ucraineană Росівка) este un sat în comuna Salî din raionul Cerneahiv, regiunea Jîtomîr, Ucraina.
Localitatea face parte din regiunea istorică Volânia, iar după tratatul de pace de la Riga din 1921 a devenit parte a Uniunii Sovietice.

## Demografie
Componența lingvistică a localității Rosivka
     Ucraineană (98,8%)
     Rusă (1,2%)
Conform recensământului din 2001, majoritatea populației localității Rosivka era vorbitoare de ucraineană (98,8%), existând în minoritate și vorbitori de rusă (1,2%).